# 石川信義
石川 信義（いしかわ のぶよし、1930年〈昭和5年〉- 2020年〈令和2年〉7月2日 ）は、日本の精神科医。三枚橋病院創設者。

## 人物
群馬県桐生市生まれ。旧制・群馬県立桐生中学校、海軍兵学校（78期）、旧制・第二高等学校を経て、1952年（昭和27年）に東京大学経済学部を卒業後、安田生命保険（現・明治安田生命保険）に入社。しかし、医者になるため数年で退社し東京大学医学部に入学。スキー山岳部に所属していた1961年（昭和36年）には、第5次南極地域観測隊に参加した。
1962年（昭和37年）に東京大学を卒業後、精神科医となり、東京大学医学部附属病院神経科、東京都立松沢病院に勤務。同病院には4年ほど勤務するが、このうち、1年間はライシャワー事件を起こした青年の主治医を務めた。また、1965年（昭和40年）の東京大学カラコルム遠征隊に加わり、副隊長・登攀隊長を担った。
1968年（昭和43年）、既成の病院に見切りをつけ、志を同じくする数人の看護者と共に、日本初の完全開放による精神病院の実現を試み、群馬県太田市の郊外、山麓の小高い一角に三枚橋病院を創設。病院は開放病棟のさきがけといわれ、ディスコも常設し、自らDJを務め、男女の交際も自由とするなど、精神病院の自由・開放化、精神障害者の地域化（ノーマライゼーション）運動に尽力した。
禁煙するまで、ショートピースを愛喫していた。
病院から引退後は、児童相談所で仕事を続けていたが、2020年（令和2年）7月2日、長期闘病中であった持病のがんで容体が急変し急逝、享年89歳。葬儀を望まない本人の遺志により、家族葬で見送られた。

## 家族
息子に詩人・臨床心理士の石川厚志、ライムスターの宇多丸がいる。（両者は異母兄弟）。
平日は病院のある群馬で暮らしており、自宅に戻ると家族で食事会を開き、近況報告を兼ねて「社会的弱者のためにどうしたらいいか」「偏見というのはどういうものか」など、自分の目指すところを話した。宇多丸は、父について「父から学んだ考え方は僕のベース。心から尊敬しています」と明かし、「破天荒で、漫画の主人公のような人」「周りに人が集まってくるスーパースター体質」とも評している。

## 著書
- 『開かれている病棟 三枚橋病院でのこころみ』星和書店、1978年4月。ISBN 978-4791100187。
- 『開かれている病棟 おりおりの記』星和書店、1990年5月。ISBN 978-4791101986。
- 『心病める人たち 開かれた精神医療へ』岩波新書、1990年5月。ISBN 978-4004301226。
- 『鎮魂のカラコルム』岩波書店、2006年5月。ISBN 978-4000238373。

共著
- 仙波恒雄 石川信義『精神病院を語る―千葉病院・三枚橋病院の経験から』星和書店、1983年10月。ISBN 978-4791100934。